# Hermine Goossens
Hermine (Minnie) Goossens (* 21. Juli 1878 in Aachen; † 8. Februar 1968 in Attel) war eine deutsche Bildhauerin und Keramikerin.

## Leben und Wirken
Hermine Goossens, allgemein bekannt als „Minnie Goossens“, stammte aus einer in Aachen ansässigen Fabrikantenfamilie und war entweder die Schwester oder die Cousine von Josse Goossens, Maler und späterer Hochschullehrer an der Kunstakademie München. Nach dem Besuch der Höheren Töchterschule St. Leonhard in Aachen zog Hermine Goossens um 1900 nach München, wo sie sich bessere Möglichkeiten für ein Kunststudium erhoffte. Es ist nicht abschließend bewiesen, aber mehrere Quellen weisen darauf hin, dass sie dort Kontakt zur Damenakademie München und später zur Debschitz-Schule aufnahm, um dort die Fächer Bildhauerei und Modellieren zu belegen.
Im Umfeld der Debschitz-Schule lernte Goossens die Künstlerin Johanna Biehler (1880–1954) kennen, mit der sie gemeinsam im Jahr 1903 eine eigene Majolika-Manufaktur in Nymphenburg gründete, die beide mit einem großdimensionierten Brennofen für Brenntemperaturen von über 1000 Grad ausstatteten. Es waren die Jahre, in denen sich unter anderem München zu einem Zentrum des Jugendstils in der Kunst entwickelt hatte, dem sich auch das Künstlerpaar Biehler/Goossens mit der Gestaltung ihrer Werke anschloss. Während sich Goossens schwerpunktmäßig auf den Entwurf, die Modellierung und die plastische Gestaltung der Majolika-Werke und Großmedaillons konzentrierte, übernahm Biehler vor allem die Herstellungstechnik und die künstlerische Farbgestaltung, wobei sie im Besonderen mit den Scharffeuerfarben experimentierte und dazu neue Mischungen und Lasuren herstellte und erprobte. 
Das Künstlerpaar Goossens/Biehler wurde schnell in der Kunstszene bekannt und geschätzt und ihre Reliefs, Fliesen und Medaillons wurden von zahlreichen Baumeistern und Architekten in Privatvillen und Repräsentationsgebäuden als Hausschmuckobjekte zur Fassaden-, Portal-, Treppenhaus- und Wandgestaltung verwendet. Dabei legten sie Wert darauf, ausschließlich Unikate zu kreieren, die nur in ihrer keramischen Werkstatt hergestellt wurden und lehnten folglich mehrere Übernahmeangebote von Fabriken ab, die ihre Gegenstände in industrieller Serienanfertigung herstellen wollten.
Nachdem 1907 der Deutsche Werkbund gegründet worden war und allmählich der Trend vom Jugendstil zur Neuen Sachlichkeit erfolgt war, passten sich Goossens und Biehler mit ihren Kunstwerken dieser neuen Kunstrichtung an. Dies führte unter anderem dazu, dass sie bereits 1912 den Auftrag erhielten, für die Kölner Werkbundausstellung 1914 zwei monumentale Portale in blauer Keramik für das „Haus der Frau“ von Margarete Knüppelholz-Roeser zu gestalten und Entwürfe für einen zeitgenössischen Majolika-Fries mit Motiven zur Rolle der Frau vorzulegen.

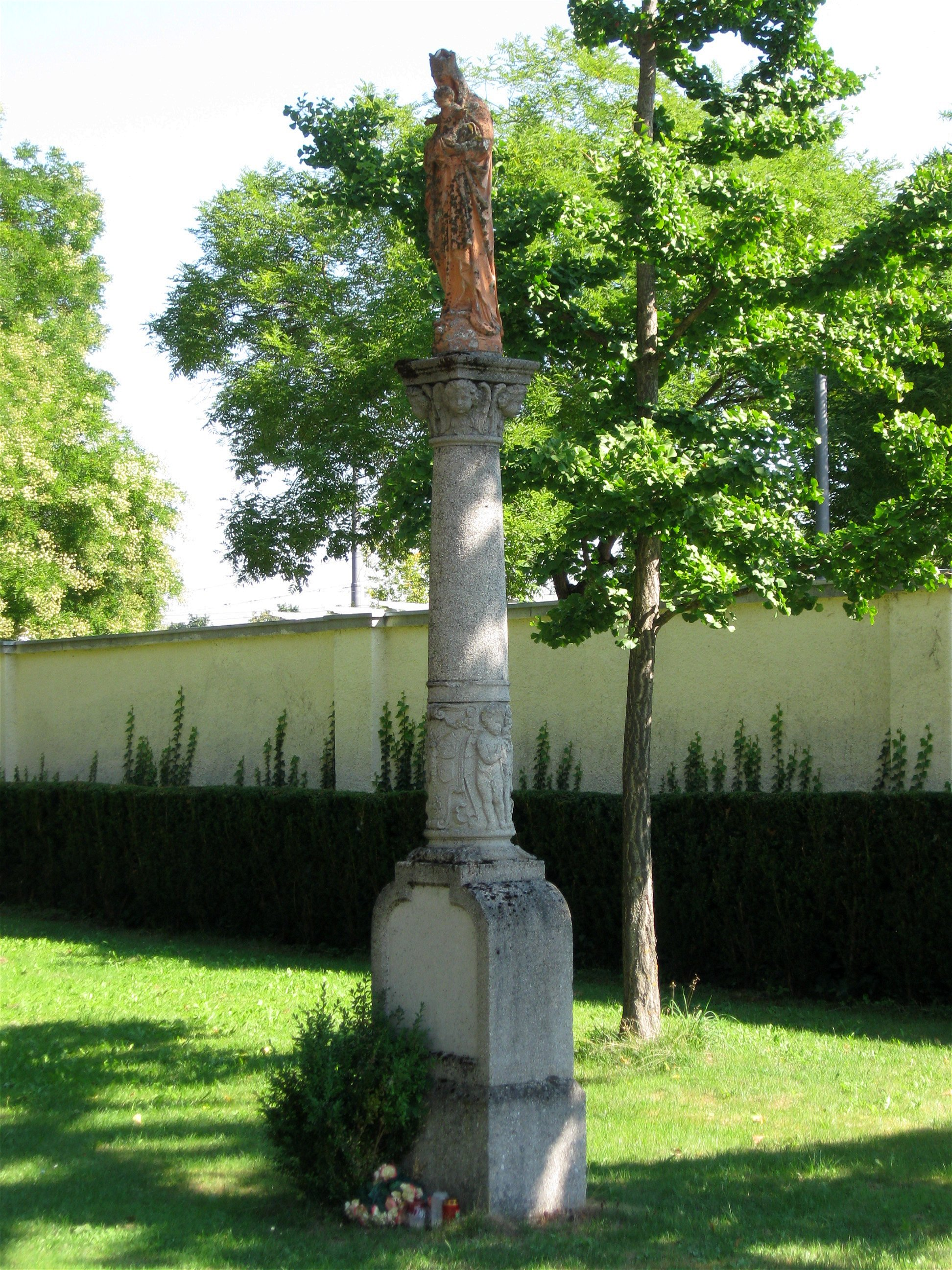
Mariensäule mit Madonnenstatue von Hermine Goossens auf dem Münchener Westfriedhof

Bereits während des Ersten Weltkrieges gingen auch die Aufträge der Künstlerwerkstatt Goossen/Biehler stetig zurück, und deshalb entschlossen sich die Künstlerinnen nach dem Krieg, das Atelier aufzulösen und aufs Land zu ziehen. In der Nähe von Schliersee, wo Hermine Goossens’ Bruder oder Vetter Josse Goossens ein Malatelier betrieb, ließen sie sich nieder und bauten eine neue Werkstatt für Christliche Kunst auf, wobei sie von nun an ihren Schwerpunkt auf die Holzschnitzerei legten. Noch während des Zweiten Weltkrieges entstand im Jahr 1941 nach Plänen von Goossens die Pietà für die Seelenkapelle in Oberstdorf sowie eine Madonnenstatue für den Münchener Westfriedhof, die auf einer Mariensäule aufgesetzt wurde. Viele kleinere Aufträge folgten und es war dabei vor allem Goossens’ Talent vorbehalten, auf kleinstem Raum stimmige Themen zu entwerfen und diese ausdrucksstark vorzugsweise auf Lindenholz zu gestalten.
Nach dem Tod von Johanna Biehler im Jahr 1954 zog Goossens nach Attel im Landkreis Rosenheim, wo sie sich in der christlichen Stiftung Attl, die eine Einrichtung für Menschen mit Behinderung im Kloster Attel betreibt, sozial engagierte und gegen freie Kost und Logis die behinderten Menschen dort zu kreativen handwerklichen und künstlerischen Betätigungen anregte und förderte. Dies betrieb sie bis zu ihrem Tod im Jahr 1968. Sie wurde auf dem Friedhof der Abteikirche St. Michael in Attel beigesetzt.
Posthum wurde ihr Schaffen im Jahr 2014/2015 in der Ausstellung „Ab nach München! Künstlerinnen um 1900“  im Stadtmuseum München gewürdigt. Ihre Großnichte Cornelia Goossens betreibt als Keramikmeisterin seit 1970 ein Kunstatelier in Dießen am Ammersee.

## Werke (Auswahl)
- Portale in blauer Keramik für das „Haus der Frau“ bei der Werkbundausstellung 1914 in köln
- Pietà in der Seelenkapelle Oberstdorf[3]
- Madonnenfigur auf Säule im Westfriedhof München